# Borecki Dwór
Borecki Dwór (niem. Borkenhof) – kolonia w północno-wschodniej Polsce położona w województwie warmińsko-mazurskim, w powiecie ełckim, w gminie Ełk.
W latach 1975–1998 miejscowość administracyjnie należała do województwa suwalskiego.
Ok. 1,1 km na południe znajduje się wieś Borki.
Nazwę Borecki Dwór wprowadzono urzędowo w 1948 r., zastępując poprzednią niemiecką nazwę Borkenhof.